# Palácio Bettencourt

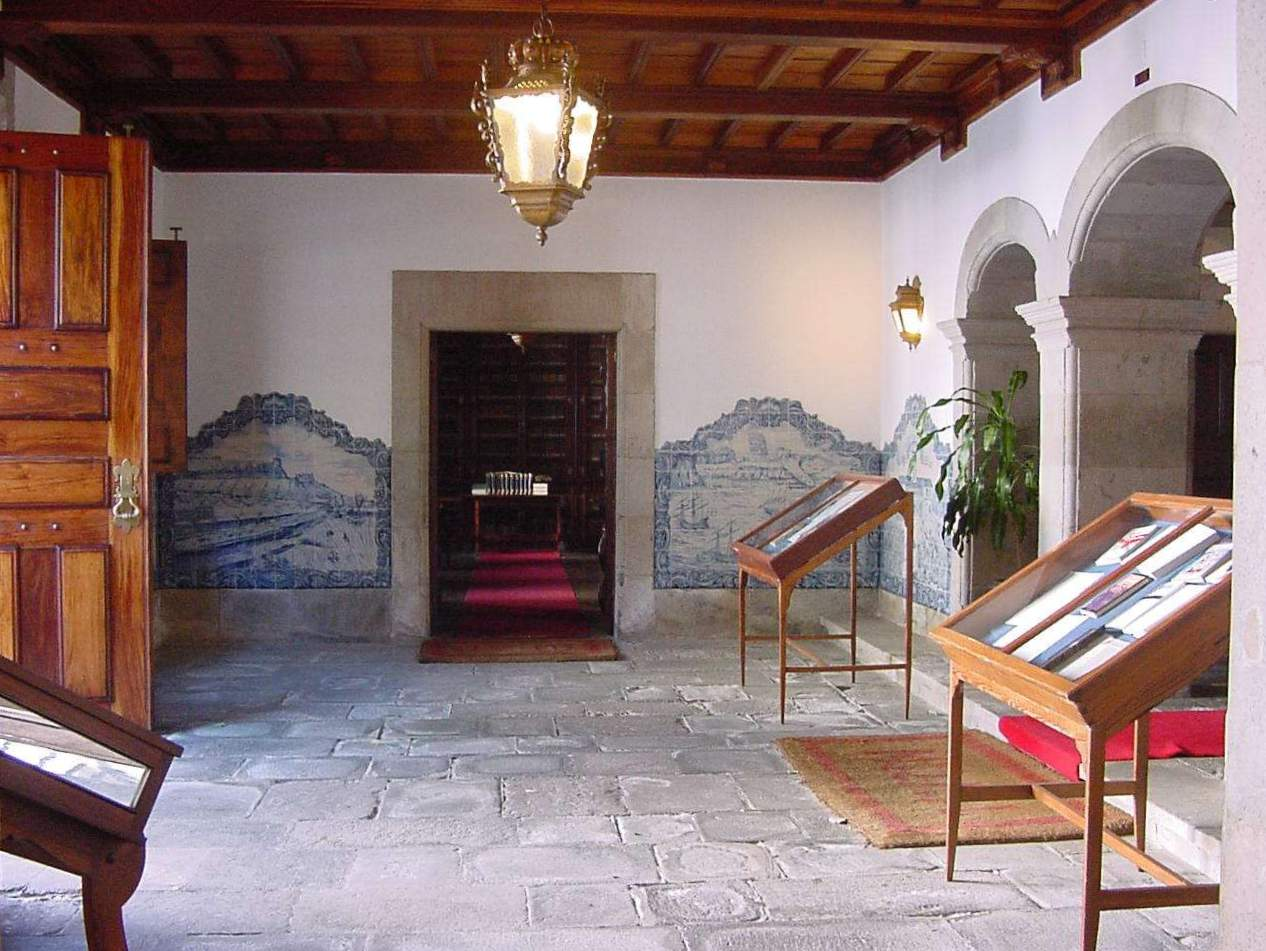
Palácio Bettencourt, Angra do Heroísmo: entrada.

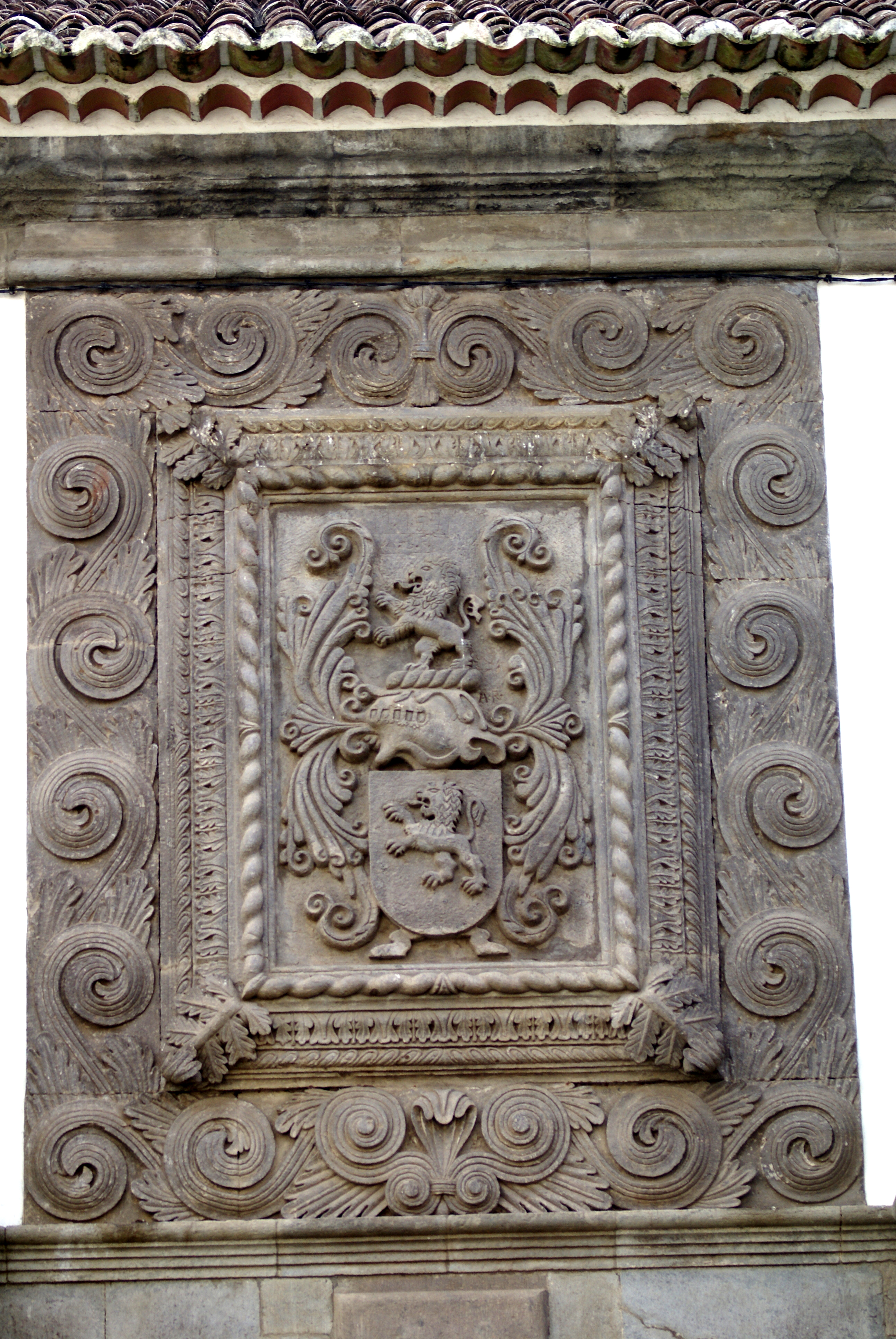
Palácio Bettencourt: brasão de armas dos Bettencourt na fachada.

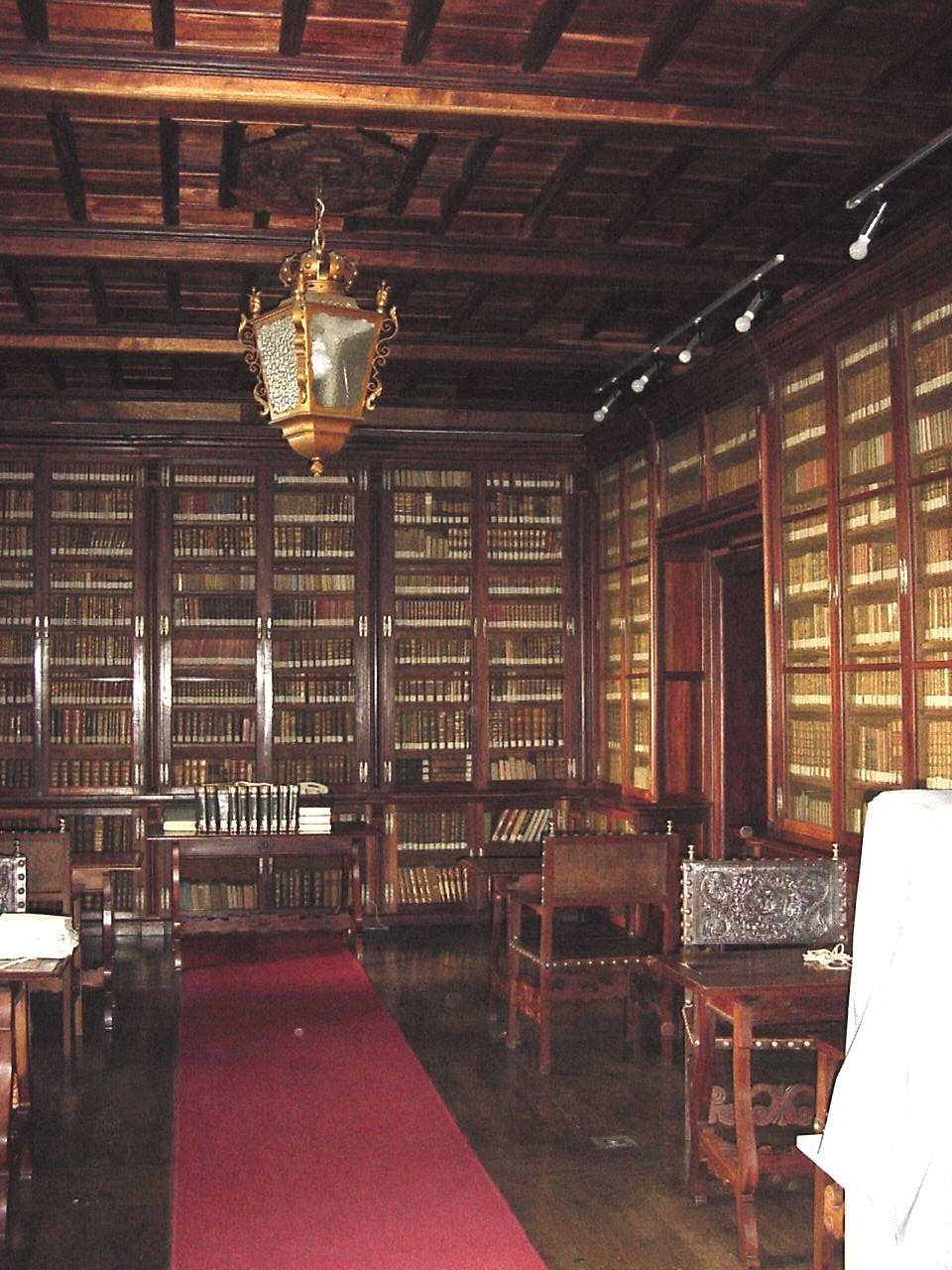
Palácio Bettencourt: sala de consulta a documentos.

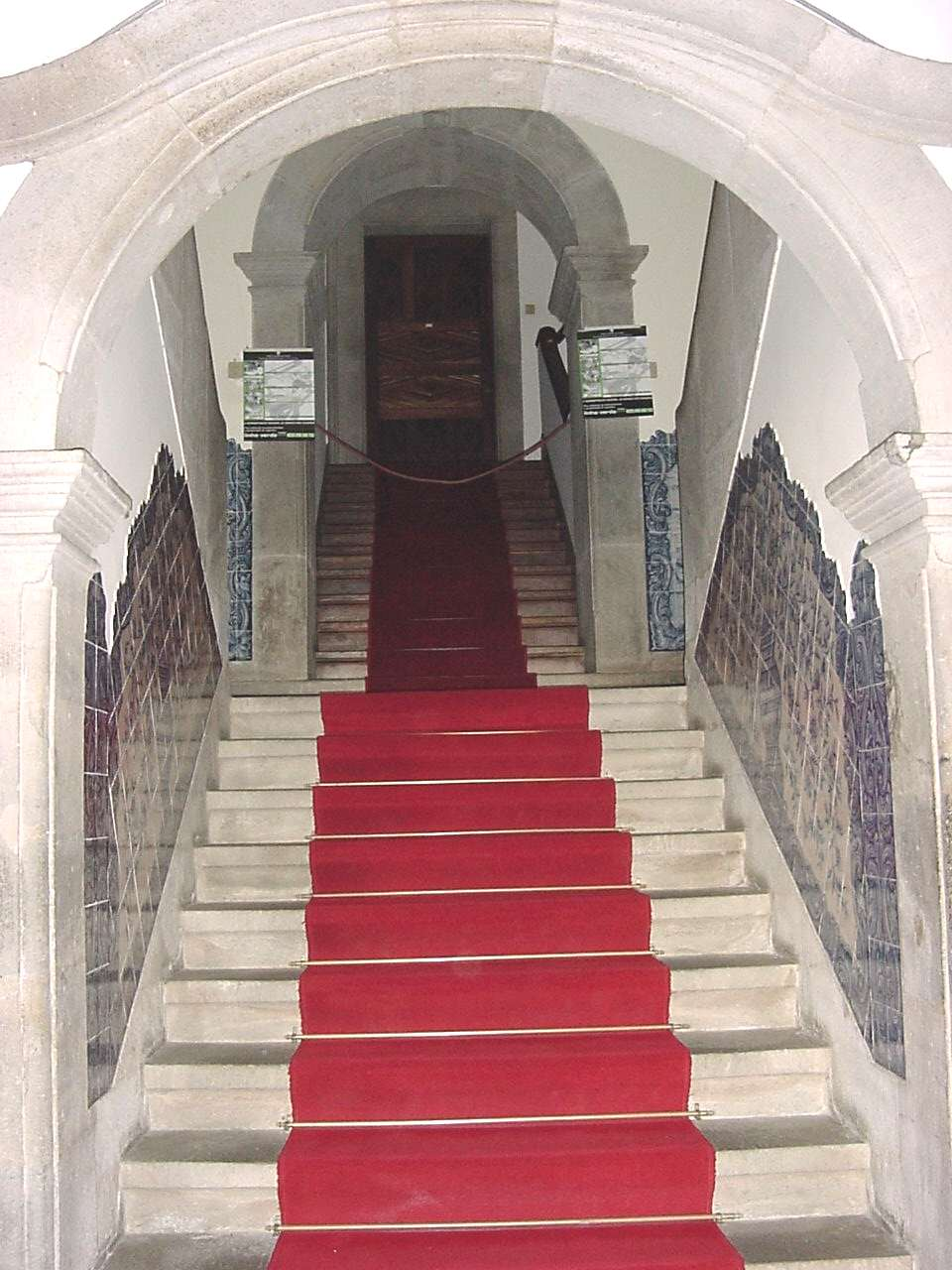
Palácio Bettencourt: escadaria.

O Palácio Bettencourt localiza-se na freguesia da Sé, no centro histórico da cidade e Município de Angra do Heroísmo, na Ilha Terceira, nos Açores.
Está classificado como Imóvel de Interesse Público desde 1980.

## História
Trata-se de uma antiga edificação solarenga de fins do século XVII e inícios do XVIII, que durante este último século e possivelmente no seguinte, sofreu algumas alterações.
Aqui residiu, entre 1820 e 1821, Francisco António de Araújo e Azevedo, sétimo Capitão-general dos Açores e último do Regime Absolutista. Foi substituído no cargo em 1820 por Francisco de Borja Garção Stockler, mas permaneceu na ilha por aqui ter família, vindo a ser assassinado, a 3 de abril de 1821, por ter liderado o levante liberal no Fortaleza de São João Baptista.
Encontra-se classificado como Imóvel de Interesse Público pela Resolução n.º 28/80, de 29 de Abril, classificação consumida por inclusão no conjunto classificado da Zona Central da Cidade de Angra do Heroísmo, conforme a Resolução n.º 41/80, de 11 de Junho, e artigo 10.º e alínea a) do artigo 57.º do Decreto Legislativo Regional n.º 29/2004/A, de 24 de Agosto.

## Características
O conjunto é marcado por uma sóbria decoração em estilo barroco, ao gosto da época da construção. Em sua fachada principal destaca-se o rico portal lavrado em cantaria de pedra da região, flanqueado por duas colunas salomónicas e encimado por capitéis compósitos e arquitrave e uma ampla cartela de pedra que emoldura a pedra de armas dos Bettencourt.
O edifício ergue-se em dois pavimentos, o rés-do-chão e o andar nobre, sendo integrado ainda por uma torre de planta quadrangular voltada ao Sul, dividida internamente em três pavimentos. Os trabalhos de restauração privilegiaram as cantarias das fachadas, designadamente as das janelas do primeiro pavimento, de altas molduras e elegante recorte. Também são dignos de nota as estruturas em ferros das sacadas, reintegradas no estilo da construção à época.
Para o espaçoso átrio do rés-do-chão abrem-se, à direita e à esquerda, as portas das salas de leitura, a primeira das quais destinada a leitura geral e consulta de publicações periódicas, e a que fica do lado oposto, para consulta de manuscritos e espécies pertencentes à Secção de Reservados. Esta possui o respectivo mobiliário e estantes em madeiras do Brasil, ao gosto das antigas livrarias do século XVII, em que toda a área aproveitável das paredes era inteiramente recoberta de estantes ou armaretes.
Os tetos do átrio e das duas salas de leitura são de cedro e ricas madeiras africanas, ostentando os dois últimos os brasões da cidade de Angra e da família Bettencourt, armas estas que se observam igualmente nos reposteiros das citadas salas. Ao fundo da Sala de Leitura Geral encontram-se duas belas estantes torneadas, provenientes das antiga Biblioteca Municipal, as quais pertenceram ao poeta Almeida Garrett. Esta sala comunica com os depósitos da ala Oeste, dos quais os dois primeiros se encontram repletos de espécimes bibliográficos e o último preenchido com espécimes documentais.